# 김명성 (1946년)
김명성(金明成, 1946년 9월 3일 ~ 2001년 7월 24일)은 대한민국의 야구 감독이다.

## 생애

### 학창 시절
부산 출신으로, 주된 포지션은 투수였고, 부산공업고등학교와 동아대학교를 졸업했다. 부산공고시절 팀의 창단 첫 청룡기 우승을 이끌었고 MVP를 수상했는데 원래 경남고 입학 예정이었으나 고등학교 입학 첫 해인 1962년 특기생도    일종의 연합고사 같은 시험을 쳐야 한다는 규정이 생겨 불발됐다.

### 짧은 현역 시절, 코치생활
실업 야구 팀 한국전력공사에서 선수 생활을 하며 1970년에 실업 야구 리그 다승왕을 차지했다. 1977년에 은퇴하여 코치 생활을 시작하였고 롯데 자이언츠의 창단 투수코치를 맡아 프로야구 생활을 시작했으며 1984년부터 KBS 라디오 야구해설위원으로 맡았다가 1986년 청보 핀토스 투수코치를 맡아 현장에 돌아왔는데 같은 해 5월 10일부터 1군 2군 제도로 팀이 개편되자 이 날부터 본격적으로 1군 투수코치를 맡았고 1987년부터 수석코치를 역임했다가 1988년 4월 22일부터 2군 전담코치로 보직 변경됐으며  태평양으로 팀명이 바뀐 1988년까지 몸담았지만 그 해 말 김성근 감독이 부임하면서 코치진을 물갈이하여 태평양을 떠나 1989년 삼성 라이온즈 2군 투수코치로 옮겼고 1990년 말 김성근 감독이 부임하면서 또다시 코치진을 물갈이하자 1991년 빙그레 이글스로 이적했다.
그 뒤, 1993년 시즌 후 팀이 한화로 바뀌면서 LG 트윈스 수석코치로 자리를 옮겼고 이 과정에서   이광환 감독을 보좌하여 그동안 KBO 리그에서 생소했던 선발-셋업-마무리의 투수 분업 구조를 완성하는 데 기여했으며  이광환 감독은 1994년 우승 뒤 3년 재계약을 맺어 1997년 10월까지 감독을 맡기로 했는데 1993년 시즌 뒤 한화(구 빙그레) 2군 감독설이 있었다.
하지만, 이광환 감독이  1995년 플레이오프에서의 패퇴 뿐 아니라 1996년 세대교체 실패 및 부상선수 속출 등으로 팀 전력이 크게 약화되어 같은 해 전반기를 끝으로 도중하차하여 천보성 코치가 감독대행으로 부임하면서 생긴 개편에 따라 그 해 7월 24일 육성군 투수코치로 보직 변경됐으며 시즌 후 천보성 대행이 정식 감독으로 승격하자 같은 시기 계약이 만료된  박용진 전 2군감독(94년 삼성에서 이적), 박종훈  수비코치(94년 부임), 이승희 2군코치(96년 부임)와 함께 팀을 떠났는데  이들 중 이승희 코치는 1992년을 끝으로 쌍방울에서 은퇴한 후 한동안 프로야구계를 떠났다가 1996년 LG 2군 코치를 맡아 프로야구계에 돌아왔으나 그 이후 프로야구계와 다시 작별해야 했다.
이후 연고 팀 롯데 자이언츠의 투수 코치로 부임했는데  1998년 6월 김용희 감독이 성적 부진으로 중도 하차하자  감독 대행을 맡았고 이듬해 정식 감독이 되었다.
한편, 롯데는 본인(김명성)이 1983년을 끝으로 떠난 뒤 한동안 투수코치 구인난으로 어려움을 겪어왔고 이에 김청옥 전 농협 감독을 1987년 1월 10일부터 3년 계약 형식으로 영입했으며 같은 해 시즌 뒤 어우홍 감독이 2년 계약 형식으로 부임하자 재일동포 김정행을 플레잉코치로 승격하려 했으나 같은 팀 에이스이자 간판 투수 최동원과 불편한 관계라 좌절됐고 어우홍 감독은 1989년 시즌을 끝으로 계약 종료와 함께 물러났으며 이 과정에서 계약기간이 남아있었던 김용희 (플레잉) 임태호(2군) 외의  나머지 코치들이 팀을 떠났고 김청옥 코치의 후임으로 김정행 영입설이 있었지만  김진영 전 청보 감독이 어우홍 감독의 후임으로 부임하자 은퇴한 김정행 대신 김진영  감독의 삼미-청보 시절 제자 장명부를 투수코치로 영입할 것을 요구해 관철시켰다.

### 감독 부임
1999년 드림 리그 2위라는 호성적으로 삼성 라이온즈를 플레이오프에서 꺾고 1999년 한국시리즈에 진출했지만 한화 이글스에 패해 준우승을 차지했다.
2000년 매직 리그 2위로 포스트 시즌에 진출하지만, 매직 리그 1위 팀이었던 LG 트윈스가 드림 리그 3위 삼성 라이온즈보다 승률이 낮은 바람에 삼성 라이온즈와 치른 준 플레이오프에서 패해 플레이오프에 올라가지 못했다. 2001년의 시즌은 다시 단일 리그로 환원되어 4위부터 8위의 게임 차가 2게임밖에 안되는 난전이었다. 

### 사망
구단 내 선수협 문제와 성적 부담에 대한 스트레스 때문에 평소 폭음과 줄담배가 잦았었다. 여기에 과로가 겹쳐 시즌이 한창이던  2001년 7월 24일에 올스타전 휴식기를 맞아 경상남도 남해군에 있는 자신의 친구집에 낚시 휴가를 갔다가 집으로 귀가하던 중 심각한 가슴 통증을 호소하며 급성 심근경색으로 갑자기 쓰러져 병원으로 이송되었으나 회복하지 못하고 향년 56세의 나이로 급사하였다. 한국 프로야구 사상 초유의 시즌 중 현직 감독의 작고였다.

### 김명성의 급사후 롯데에 찾아온 암흑기
그가 급사한 이후 2001년에 롯데 자이언츠는 팀 분위기가 하락하게 되어 그 해 최하위를 기록했고, 이후 8-8-8-8-5-7-7로 대표되는 암흑기를 맞이하게 되어 2007년까지 하위권을 전전하며 포스트 시즌에 나가지 못했다.

## 평가
온화한 인품으로 선수단을 규합하는 지도력을 발휘하여 약팀이었던 롯데 자이언츠를 일약 상위권으로 올려놓았고, 투수 코치로서도 높은 평가를 받았다.

## 수상
- 1963년 청룡기 MVP

| 전임 김용희 | 제8대 롯데 자이언츠 감독 1998년 6월 16일 - 2001년 7월 24일 | 후임 우용득 |

1. ↑  김희국 (2007년 12월 16일). “강병철 감독의 `백구(白球)에 실은 인생` <1> 나의 야구 입문기”. 국제신문. 2025년 4월 22일에 확인함.
2. ↑  “핀토스 許(허)감독 잠정퇴진…渡日(도일)”. 동아일보. 1986년 5월 12일. 2024년 9월 8일에 확인함.
3. ↑  “태평양단장 姜(강)창호씨”. 조선일보. 1988년 4월 24일. 2024년 9월 8일에 확인함.
4. ↑  “金明成(김명성)씨 삼성 코치로”. 동아일보. 1989년 3월 14일. 2019년 6월 1일에 확인함.
5. ↑  연합 (1996년 7월 24일). “<프로야구> LG, 이광환감독 전격 해임”. 연합뉴스. 2020년 3월 23일에 확인함.
6. ↑  “다이아몬드 구단마다 코치개편〃술렁〃”. 문화일보. 1993년 10월 28일. 2020년 7월 24일에 확인함.[깨진 링크(과거 내용 찾기)]
7. ↑  연합 (1996년 7월 24일). “<프로야구> LG, 이광환감독 전격 해임”. 연합뉴스. 2020년 3월 23일에 확인함.
8. ↑  연합 (1996년 11월 2일). “<프로야구> LG, 천보성감독 취임”. 연합뉴스. 2020년 3월 23일에 확인함.
9. ↑  연합 (1998년 6월 15일). “<프로야구소식> 롯데,코칭스태프 보직 변경”. 연합뉴스. 2020년 3월 23일에 확인함.
10. ↑  “김(金)청옥 전(前)농협감독 자이언츠 코치입단(入団)”. 조선일보. 1987년 1월 11일. 2020년 7월 26일에 확인함.
11. ↑  신임호 (1987년 11월 17일). “프로야구 코너”. 매일경제. 2020년 7월 26일에 확인함.
12. ↑  “프로야구 각 구단 코치 「물갈이」 윤곽 드러나”. 부산일보. 1989년 11월 9일. 2024년 8월 18일에 확인함.
13. ↑  김대호 (2013년 8월 12일). “[안녕! Mr. 전설] 장명부, 그가 남긴 강렬한 추억”. MK스포츠. 2020년 7월 26일에 확인함.